# Josette Rey-Debove
Pour les articles homonymes, voir Rey et Debove.
Josette Rey-Debove, née le 16 novembre 1929 à Calais (Pas-de-Calais) et morte le 22 février 2005 au Sénégal, est une lexicographe et sémiologue française, collègue d'Alain Rey aux éditions Le Robert. Elle fut la première femme lexicographe en France.

## Biographie
Étudiante à la Sorbonne, docteur d'État en linguistique, elle commence sa carrière en 1952 comme professeur de français de collège à Paris. Elle entre l'année suivante comme rédactrice des dictionnaires de langue de la Société du Nouveau Littré renommée rapidement société Dictionnaires Le Robert. Elle y rencontre Alain Rey, avec qui elle se marie le 11 septembre 1954. 
Elle a contribué au tout premier Dictionnaire Le Robert en 1964, puis a collaboré au Petit Robert de la langue française, au Robert des Enfants, au Dictionnaire du français (langue étrangère) et au Robert Méthodique-Brio. En 1977, elle devient secrétaire générale de la rédaction des Dictionnaires Le Robert, fonction qu'elle gardera jusqu'en 1994.
En 1969, elle participe à la création de la revue Semiotica, dont elle est rédactrice-adjointe.
En 1971 elle est invitée d'honneur de l'Oulipo.
Linguiste reconnue et partisane de la féminisation du français, elle est appelée dans diverses commissions pour faire évoluer la langue : commission de la féminisation du vocabulaire au ministère des Droits de la femme entre 1984 et 1985,  commission d'expertise pour la réforme de l'orthographe au Conseil supérieur de la langue française en 1989, commission d'orientation pour la simplification du langage administratif au ministère de la Fonction publique et de la Réforme de l'État en 2001, Office québécois de la langue française sur la terminologie, la néologie et la méthodologie du travail terminologique depuis les années 1970. Elle est également professeur de lexicologie et de sémiologie de la langue à l'université Paris III-Sorbonne Nouvelle dans les années 1970, puis à l'université Paris VII-Denis Diderot dans les années 1980, et à l'École des hautes études en sciences sociales à partir de 2002. Amie de plusieurs membres de l'Oulipo, dont Bernard Cerquiglini et Paul Fournel, elle en est l'invitée d'honneur en 1986.
Elle a été nommée à l'Ordre national du Québec en 2004 et chevalier de l'ordre national du Mérite.

## Ouvrages
- Le Petit Robert, en collaboration, 1967
- Étude linguistique et sémiotique des dictionnaires français contemporains, Mouton De Gruyter, 1971  (ISBN 978-9027916396)
- Recherche sur les systèmes signifiants, 1973
- Le Métalangage : étude du discours sur le langage, Armand Colin, 1978  (ISBN 978-0004334967), et 2e édition augmentée en 1997, réédition en 2007  (ISBN 978-2200017903).
- Lexique de sémiotique, 1979
- Dictionnaire méthodique du français actuel, 1982, réédition en 2003
- Le Petit Robert des enfants, 1988
- Dictionnaire des anglicismes, avec Gilberte Gagnon, Le Robert, 1991.  (ISBN 978-2850360343)
- Le Nouveau Petit Robert, en collaboration, 1993, réédition en 2006  (ISBN 978-2849021330)
- Le Robert quotidien, 1996
- La Linguistique du signe : une approche sémiotique du langage et le Robert du français, 1998